# Ибрахим-паша Никшићки
Ибрахим Марјаш-паша Никшићки био је један од команданата у војсци Хуршид-паше, која је у Јулу 1815-те пошла на Србију. Био је пореклом из Босанског Никшића. Хуршид је послао Ибрахим пашу са одредом од 300 Никшићана и 1000 босанских Турака да се пробију кроз Мачву до Шапца. Међутим у време устанка Мачва је била прекривена шумом Китог, и Ибрахим паша је из страха да ће их устаници напасти стигао до Дубља, где се укопао. Његову војску је 26. јула 1815-те опколила војска Милоша Обреновића састављена од Рудничана у Ваљеваца, напала и уништила. Током борби погинуо је и Ибрахим-пашин син Осман-бег. После боја Милош је ухватио пашу, и третирао га уљудно као свог госта. На крају га је пустио да оде.